# 4-(メチルニトロソアミノ)-1-(3-ピリジル)-1-ブタノン
4-(メチルニトロソアミノ)-1-(3-ピリジル)-1-ブタノン（4-(methylnitrosamino)- 1-(3-pyridyl)-1-butanone、NNK）は、タバコに含まれるニトロソアミンで、強力な前発癌物質である。CYP2A6によって活性化される。タバコの煙によって暴露する生物指標化合物である。